# Dimorphodes mancus
Dimorphodes mancus är en insektsart. Dimorphodes mancus ingår i släktet Dimorphodes och familjen Phasmatidae.

## Underarter
Arten delas in i följande underarter:
- D. m. centurio
- D. m. mancus
- D. m. bos
- D. m. buergersi
- D. m. celebensis
- D. m. cristatipennis
- D. m. cuspidatus
- D. m. mayri
- D. m. catenulatus